# Paradoxa Stoicorum
Paradoxa Stoicorum (em inglês: Paradoxos Estoicos) é uma obra do cético acadêmico e filósofo Cícero, na qual ele tenta explicar seis famosos provérbios estoicos que parecem contrariar o senso comum: (1) a virtude é o único bem; (2) a virtude é o único requisito para a felicidade; (3) todas as boas ações são igualmente virtuosas e todas as más ações igualmente vis; (4) todos os tolos são loucos; (5) apenas os sábios são livres, enquanto todos os tolos são escravizados; e (6) apenas os sábios são ricos.

## História
A obra foi escrita por volta de 46 a.C. A obra é dedicada a Marco Bruto. Na introdução, Cícero elogia o tio de Bruto, Catão, o Jovem, que ainda estava vivo nessa época.
Cícero escreveu a obra com o objetivo de reexpressar argumentos estoicos utilizando a linguagem retórica latina. Ele declara sua intenção de produzir uma versão de uma obra grega original em uma linguagem apropriada para o Fórum. Ele defende os paradoxos com argumentos populares, por vezes com meros jogos de palavras, e os ilustra com anedotas históricas. Acredita-se que Cícero não via esses ensaios como obras filosóficas sérias, mas sim como exercícios retóricos. Em outras obras, Cícero critica esses paradoxos: especialmente em De Finibus iv. 74–77 e Pro Murena 60–66.
Os manuscritos mais antigos datam do século IX. O Paradoxa Stoicorum é notável por ser um dos primeiros livros impressos. Em 1465, Johann Fust e Peter Schöffer imprimiram a obra juntamente com o De Officiis de Cícero, após tomarem o controle da prensa de Gutenberg em Mainz.
No século XVI, Marcantônio Majoragio escreveu uma obra criticando Cícero, intitulada Antiparadoxon. Majoragio acreditava que a obra de Cícero era não socrática e que seus argumentos eram ineptos e falsos.

## Conteúdo
O objetivo da obra é examinar um princípio do pensamento estoico: os paradoxos. A obra trata especificamente de seis deles:

### I: A virtude é o único bem
Cícero apresenta classificações estoicas do que constitui verdadeiramente um bem. Os elementos essenciais são: retidão (rectum), honra intrínseca (honestum) e virtude intrínseca (cum virtute). Isso corresponde à interioridade da pessoa e às ações tomadas com base em escolhas racionais.
Prazer e riqueza não podem ser bens genuínos, pois carecem das propriedades necessárias. Bens genuínos satisfazem o desejo e promovem a felicidade. Bens aparentes geram novos desejos e medo de perda. Cícero argumenta que algo não pode ser bom se um homem mau pode possuí-lo.
A razão distingue os humanos dos demais animais, permitindo-lhes perseguir o bem. Assim, o bem deve ser definido racionalmente e a vida moral ordenada pela razão.

### II: A virtude é suficiente para a felicidade
A virtude é tudo o que se necessita para ser feliz. A felicidade reside em algo que não pode ser perdido, ou seja, somente naquilo que está sob nosso controle.

### III: Todos os vícios e virtudes são iguais
Todas as boas ações são igualmente meritórias, e todas as más ações igualmente condenáveis. Cícero suaviza a posição estoica, sugerindo que delitos do mesmo tipo são equivalentes. Ele afirma que os crimes não têm a mesma pena, pois isso depende do status da vítima e do criminoso.

### IV: Todos os tolos são loucos
Há uma lacuna no início desta seção. O trecho restante afirma que todo tolo é exilado e o sábio é imune ao dano. Acredita-se que Cícero ataca aqui seu inimigo Públio Clódio Pulcro. Cícero afirma que seu exílio não foi um sofrimento, pois ele possuía a sabedoria estoica adequada.

### V: Apenas o sábio é livre
Apenas o sábio é livre; todos os tolos são escravos. Cícero critica um líder militar que não controla suas paixões e, por isso, não é livre — possivelmente Lúculo. Liberdade consiste no controle racional da vontade.

### VI: Apenas o sábio é rico
Se a riqueza é medida pela posse do bem, então aquele sem virtude é pobre, pois apenas a virtude é um bem real. Confundir necessidade com desejo leva ao descontrole das paixões.

## Edições
- Paradoxa Stoicorum ad M. Brutum (Latim), edição de J. G. Baiter e C. L. Kayser
- "The booke of Marcus Tullius Cicero entituled Paradoxa Stoicorum. Anno 1569", traduzido por Thomas Newton.